# Vízparti tejelőgomba
A vízparti tejelőgomba (Lactarius lacunarum) a galambgombafélék családjába tartozó, Európában honos, nedves környezetben élő, nem ehető gombafaj. Egyéb elnevezései: kénsárgatejű tejelőgomba, lápi tejelőgomba, mocsári tejelőgomba.

## Megjelenése
A vízparti tejelőgomba kalapja 1,5-6 (7) cm széles, alakja eleinte laposan domború, majd laposan, kissé benyomottan kiterül, közepén néha kis púppal. Széle fiatalon aláhajló. A kalap sokszor szabálytalan, excentrikusan kapcsolódol a tönkhöz. Felszíne sima vagy kicsit ráncos. Színe narancsbarna, vörösbarna, rőt okkeres, a szélén világosabb. Kiss higrofán (nedvesen sötétebb). 
Húsa vékony, okkerszínű, narancsokkeres. Sérülésre bő fehér tejnedvet ereszt, amely 15-20 után kissé sárgul. Gyengén poloskaszagú, íze először semleges majd kesernyés, tejnedve kissé csípős. 
Közepesen sűrű lemezei tönkhöz nőttek vagy kissé lefutók, sok a féllemez. Színük krémsárgás, krémokkeres; sérülésre barnulnak.  
Tönkje 2,5-5 cm és 0,3-0,8 cm vastag. Alakja nagyjából hengeres, töve kissé megvastagodó. Felszíne finoman ráncos. Színe a kalapéval megegyező, a töve narancsbarnás. 
Spórapora krémszínű. Spórája kerek vagy széles elliptikus, felszínén majdnem hálózatba rendeződött gerincekkel, méretük 6,7-7,5 x 5,5-6,2 µm. 

### Hasonló fajok
A tőzegmoha-tejelőgomba, a korai tejelőgomba, a rőt tejelőgomba, a barnásvörös tejelőgomba vagy a lápi tejelőgomba hasonlít hozzá. 

## Elterjedése és termőhelye
Nyugat-, Közép- és Észak-Európában honos.  
Nedves élőhelyeken (mocsarakban, vizes réteken, lápok peremén) található meg, általában fűz, nyár, éger, nyír vagy tölgy alatt. Júniustól októberig terem. 

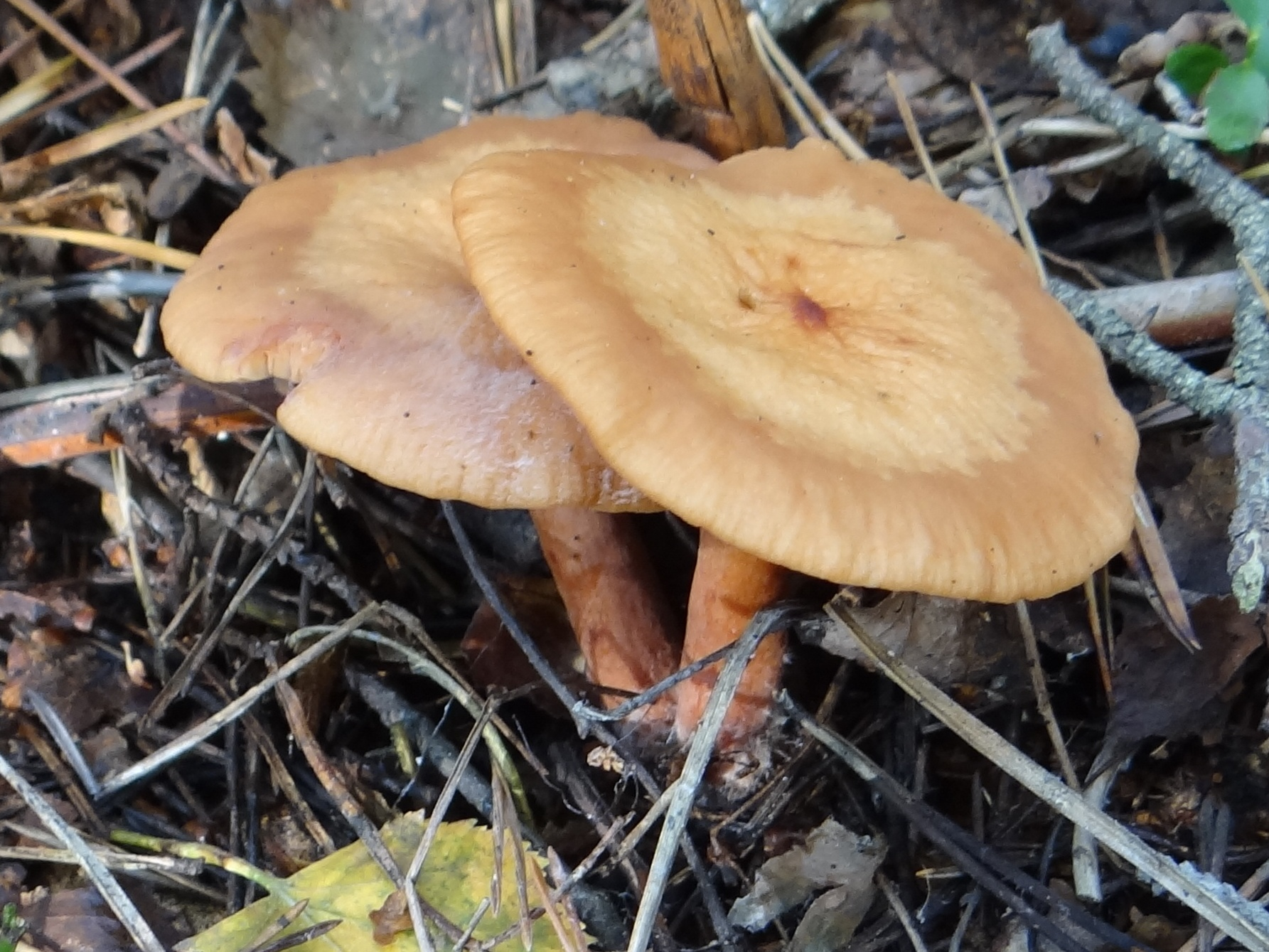
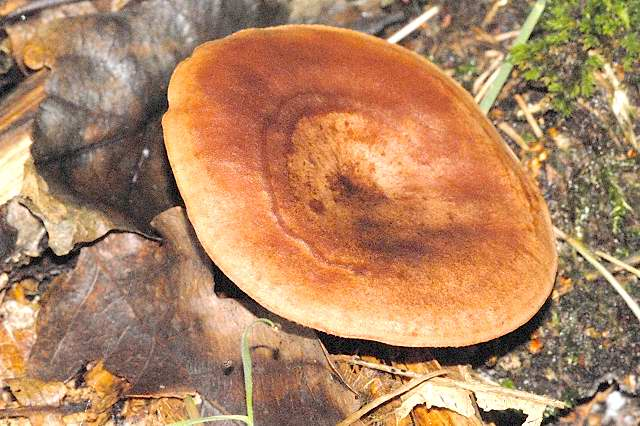
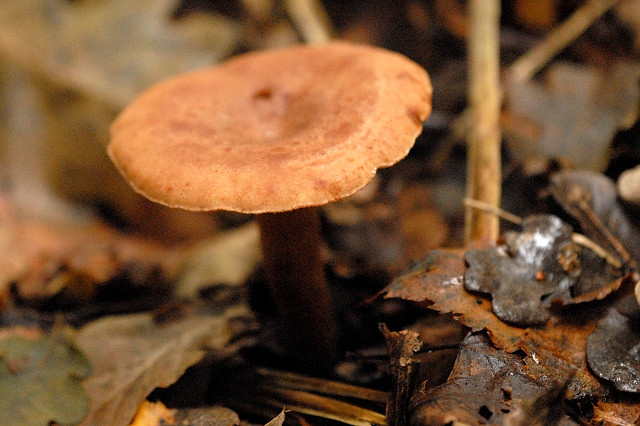
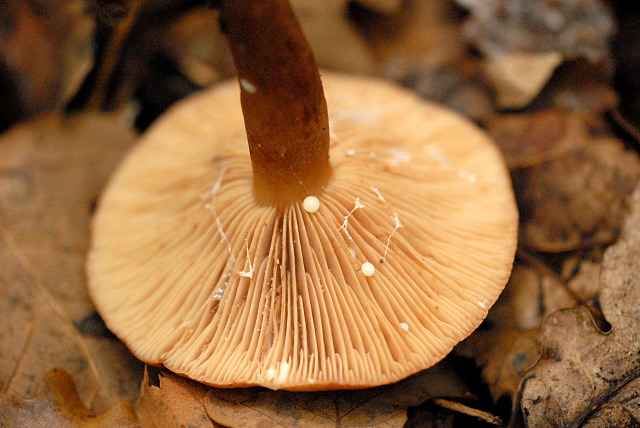

Nem ehető.